# Воздушная масса
Возду́шные ма́ссы — большие объёмы воздуха в нижней части земной атмосферы — тропосфере, имеющие горизонтальные размеры во много сотен или несколько тысяч километров и вертикальные размеры в несколько километров, характеризующиеся примерной однородностью температуры и влагосодержания по горизонтали.

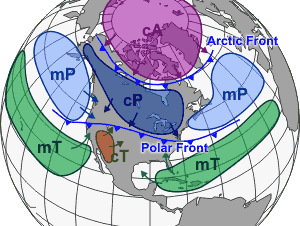
Различные воздушные массы, господствующие над Северным полушарием

Однородность свойств воздушной массы достигается формированием её над однородной подстилающей поверхностью в сходных условиях теплового и радиационного баланса.
Кроме того, необходимы такие циркуляционные условия, при которых воздушная масса длительно циркулировала бы в регионе формирования. Значения метеорологических элементов в пределах воздушной массы меняются незначительно — горизонтальные градиенты малы. Резкое возрастание градиентов метеорологических величин, или, по крайней мере, изменение величины и направления градиентов происходит в переходной зоне между двумя воздушными массами — зоне атмосферного фронта.
Объекты, возникающие в тропосфере в результате взаимодействия воздушных масс — переходные зоны (фронтальные поверхности), фронтальные облачные системы облачности и осадков, циклонические возмущения, имеют тот же порядок величины, что и сами воздушные массы — сравнимы по площади с большими частями материков или океанов, время их существования — более 2-х суток.
Очагами формирования воздушных масс обычно бывают регионы, где воздух опускается, а затем распространяется в горизонтальном направлении — этому требованию отвечают антициклонические системы. Антициклоны чаще, чем циклоны, бывают малоподвижными, поэтому формирование воздушных масс обычно и происходит в обширных малоподвижных (квазистационарных) антициклонах. Кроме того, требованиям очага отвечают малоподвижные и размытые термические депрессии, возникающие над нагретыми участками суши. Наконец, формирование полярного воздуха происходит частично в верхних слоях атмосферы в малоподвижных, обширных и глубоких центральных циклонах в высоких широтах. В этих барических системах происходит трансформация (превращение) тропического воздуха, втянутого в высокие широты в верхних слоях тропосферы, в умеренный воздух.
Воздушные массы классифицируют, прежде всего, по очагам их формирования в зависимости от расположения в одном из широтных поясов. Согласно географической классификации, воздушные массы можно подразделить на основные географические типы по тем широтным зонам, в которых располагаются их очаги:
- Арктический или антарктический воздух (АВМ),
- Умеренный воздух (УВМ),
- Тропический воздух[1] (ТВМ),
- Экваториальный воздух (ЭВМ).[источник не указан 1638 дней]

Данные воздушные массы, кроме того, можно подразделять на морские (м) и континентальные (к).
Как показывает практика, поскольку умеренная воздушная масса имеет значительную меридиональную протяжённость (в СНГ примерно от 45-48° до 60-65° северной широты), её термические (и другие) свойства значительно различаются в северной и в южной частях этой обширной географической зоны, поэтому правильнее подразделить умеренную ВМ на две самостоятельные — северную умеренную (СУВ) и южную умеренную (ЮУВ).

## Трансформация воздушных масс
При перемещении воздушная масса начинает изменять свои свойства — они уже будут зависеть не только от свойств очага формирования, но и от свойств соседних воздушных масс, от свойств подстилающей поверхности, над которой проходит воздушная масса, а также от длительности времени, прошедшего с момента образования воздушной массы. Эти влияния могут вызвать изменения в содержании влаги в воздухе, а также изменение температуры воздуха в результате высвобождения скрытой теплоты или теплообмена с подстилающей поверхностью.
Процесс изменения свойств воздушной массы называется трансформацией или эволюцией. Трансформация, связанная с движением воздушной массы, называется динамической. Скорости перемещения воздушной массы на разных высотах будут различными, наличие сдвига скоростей вызывает турбулентное перемешивание. Если нижние слои воздуха нагреваются, то возникает неустойчивость и развивается конвективное перемешивание.

## Термодинамическая классификация воздушных масс
Тёплой (холодной) называют воздушную массу, которая теплее (холоднее) окружающей её среды и в данном районе постепенно охлаждается (нагревается), стремясь приблизиться к тепловому равновесию. Под окружающей средой здесь понимается характер подстилающей поверхности, её тепловое состояние, а также соседние воздушные массы.
Чтобы определить, охлаждается или прогревается воздушная масса в данном районе, следует в течение несколько дней сравнивать Тмакс (максимальную дневную приземную температуру воздуха) или Т850 (температуру воздуха на уровне 850 гПа, около 1,5 км над уровнем моря).
Местной (нейтральной) воздушной массой называют массу, находящуюся в тепловом равновесии со своей средой, то есть день за днем сохраняющую свои свойства без существенных изменений (Тмакс день ото дня изменяется не более чем на 1…2°). Таким образом, трансформирующаяся воздушная масса может быть и тёплой, и холодной, а по завершении трансформации она становится местной.
На карте АТ-850 холодной воздушной массе соответствует ложбина или замкнутая область холода (очаг холода), тёплой — гребень или очаг тепла. Воздушная масса может характеризоваться как неустойчивым, так и устойчивым равновесием. Данное разделение воздушных масс учитывает один из важнейших результатов теплового обмена — вертикальное распределение температуры воздуха и соответствующий ему вид вертикального равновесия. С устойчивыми (УВМ) и неустойчивыми (НВМ) воздушными массами связаны определённые условия погоды. Нейтральные (местные) воздушные массы в любой сезон могут быть как устойчивыми, так и неустойчивыми в зависимости от начальных свойств и направления трансформации той воздушной массы, из которой образовалась данная воздушная масса.

## Устойчивость
Устойчивой называют воздушную массу, в которой преобладает устойчивое вертикальное равновесие, то есть в основной её толще вертикальный температурный градиент меньше влажноадиабатического. Термическая конвекция в УВМ не развивается, а динамическая развита слабо. Среднее значение вертикального температурного градиента в УВМ обычно меньше 0,6°/100 м. Здесь встречаются слои инверсии и изотермии (задерживающие слои). В УВМ могут возникать облака турбулентного обмена — слоистые и слоисто-кучевые. Если же уровень конденсации лежит выше верхней границы турбулентного слоя, то наблюдается ясная погода. Значительных осадков в УВМ не наблюдается, из слоистых облаков, достигших значительной вертикальной мощности, в ряде случаев могут выпадать моросящие осадки, а из слоисто-кучевых зимой — слабый снег. Благодаря слабому вертикальному обмену, в УВМ обычно наблюдаются дымки, а в ряде случаев и туманы.
Тёплая устойчивая воздушная масса над материками наблюдается, как правило, в холодную половину года, и поступает в данный регион в тёплых секторах циклонов и примыкающих к ним северных окраинах антициклонов. В отдельных случаях вертикальная мощность слоистых облаков возрастает настолько, что они превращаются в слоисто-дождевые и начинают давать обложные осадки. Вертикальное распределение температуры воздуха представлено слоями инверсии и изотермии, либо малых температурных градиентов до высоты 3-4 км.
Холодная устойчивая воздушная масса наблюдается над материками, в основном, зимой. Основной тип — морозная безоблачная погода, иногда с радиационными туманами. Дополнительный тип — значительная и сплошная слоистая и слоисто-кучевая облачность, иногда слабые снегопады.

## Неустойчивость
Неустойчивой (НВМ) называется воздушная масса, в основной толще которой преобладает влажнонеустойчивая стратификация, что при достаточной влажности приводит к формированию конвективных облаков. Для НВМ характерны кучевые и кучево-дождевые облака, зимой — слоисто-кучевые с отдельными плоскими кучево-дождевыми. Приземная скорость ветра в неустойчивой воздушной массе при одной и той же величине барического градиента больше, чем в устойчивой. Ветер часто бывает порывистым, а при прохождении кучево-дождевых облаков порой наблюдаются шквалы. Наиболее ярко неустойчивость проявляется в образовании развитых кучево-дождевых облаков, выпадении ливневых осадков, развитии гроз. Чем больше неустойчивость воздушной массы, тем больших высот достигает верхняя граница кучево-дождевой облачности.
Тёплая неустойчивая воздушная масса над материками наблюдается летом, вблизи побережий морей может наблюдаться и зимой. Тёплая воздушная масса может быть неустойчивой в тёплых секторах циклонов и на западной периферии антициклонов: наблюдается кучевая облачность, иногда кучево-дождевая с ливневыми осадками и грозами, порой с радиационными туманами (преимущественно после выпадения дождя и ночного прояснения). Вертикальный температурный градиент в значительном слое атмосферы больше влажноадиабатического.
Холодная неустойчивая воздушная масса наблюдается в тыловых частях циклонов за холодными фронтами и частично в примыкающих к ним окраинам антициклонов: наблюдается кучевая, кучево-дождевая облачность, ливневые осадки, часто многократно повторяющиеся, иногда днем грозы. Суточный ход метеорологических элементов велик. Холодная неустойчивая воздушная масса особенно характерно проявляется весной — «апрельская погода», когда в северной зоне умеренных широт ещё лежит снег, а в южной зоне почва уже заметно прогрелась.
Особенно велико влияние на устойчивость воздушной массы свойств подстилающей поверхности. Если воздушная масса теплее подстилающей поверхности, то в приземном слое она охлаждается. У Земли температуры воздуха могут стать ниже, чем на более высоких уровнях. В этом случае в атмосфере могут образоваться задерживающие слои. Воздушная масса становится устойчивой, по крайней мере, в нижнем слое атмосферы. Если воздушная масса холоднее подстилающей поверхности, то в приземном слое она прогревается, увеличиваются контрасты температуры между нижними слоями атмосферы и вышележащими и создаются благоприятные условия для развития конвекции: воздушная масса становится неустойчивой.

## Барьерный эффект
Барьерный эффект — явление торможения воздушных масс об горные хребты. Это явление оказывает влияние на климат, так климат разных склонов гор будет неодинаков. Яркий пример — Большой Водораздельный хребет на востоке Австралии. На побережье материка, под действием юго-восточного пассата с Тихого океана, формируется тропический влажный климат. В год там выпадает 1000—1500 мм осадков которые там и задерживаются. При движении с Востока на Запад количество осадков уменьшается до 250 мм в год. Влажные экваториальные леса (Гилеи) и муссонные леса сменяться саваннами, благодаря этому хорошо заметен барьерный эффект.